# Беснак
Бесна́к (фр. Beyssenac, окс. Baissenac) — коммуна во Франции, находится в регионе Лимузен. Департамент — Коррез. Входит в состав кантона Люберсак. Округ коммуны — Брив-ла-Гайярд.
Код INSEE коммуны — 19025.
Коммуна расположена приблизительно в 400 км к югу от Парижа, в 50 км южнее Лиможа, в 45 км к западу от Тюля.

## Население
Население коммуны на 2008 год составляло 363 человека.
| 1962 | 1968 | 1975 | 1982 | 1990 | 1999 | 2008 |
| ---- | ---- | ---- | ---- | ---- | ---- | ---- |
| 553  | 505  | 451  | 405  | 382  | 347  | 363  |

## Экономика
В 2007 году среди 211 человек в трудоспособном возрасте (15-64 лет) 155 были экономически активными, 56 — неактивными (показатель активности — 73,5 %, в 1999 году было 75,3 %). Из 155 активных работали 137 человек (75 мужчин и 62 женщины), безработных было 18 (8 мужчин и 10 женщин). Среди 56 неактивных 19 человек были учениками или студентами, 15 — пенсионерами, 22 были неактивными по другим причинам.

## Фотогалерея
- Водяная мельница
- Памятник
- Карта коммуны